# Katar hívójelkörzetei
Katar jelenleg (2024) nincs felosztva hívójelkörzetekre.
Katar számára az ITU az A7 hívójelprefixet határozta meg.
| Prefix | Körzet | Hely/jelleg | ITU zóna | CQ zóna | 1 szintű QTH lokátor |
| ------ | ------ | ----------- | -------- | ------- | -------------------- |
| A7     | [0..9] | Katar       | 39       | 21      | LL                   |
| MP4Q   |        | Kivezetve   | 39       | 21      | LL                   |

## Lajstromjel
Vízi és légi járművek lajstromjelezéséhez a A7 prefixet használják.